# Leptodactylus petersii
Espèce
Synonymes
- Platymantis petersii Steindachner, 1864
- Leptodactylus brevipes Cope, 1887
- Leptodactylus intermedius Lutz, 1930

Statut de conservation UICN

 LC  : Préoccupation mineure
Leptodactylus petersii est une espèce d'amphibiens de la famille des Leptodactylidae.

## Répartition
Cette espèce se rencontre jusqu'à 600 m d'altitude dans le bassin de l'Amazone :
- au Brésil ;
- en Guyane ;
- au Suriname ;
- au Guyana ;
- au Venezuela ;
- en Colombie ;
- en Équateur ;
- au Pérou ;
- en Bolivie.

## Étymologie
Cette espèce est nommée en l'honneur de Wilhelm Peters.

## Publication originale
- Steindachner, 1864 : Batrachologische Mittheilungen. Verhandlungen der Kaiserlich-Königlichen Zoologisch-Botanischen Gesellschaft in Wien, vol. 14, p. 239–288 (texte intégral).